# Ватерполо на Летњим олимпијским играма 1992.
Двадесетпрви ватерполо турнир на олимпијским играма је одржан 1992. у Барселони, Шпанија. На олимпијском турниру се такмичило укупно 12 репрезентација. Победник турнира и олимпијски шампион по трећи пут је постала репрезентација Италије, друга је била репрезентација Шпаније а на треће место се пласирала екипа Уједињеног тима. Бранилац титуле репрезентација Југославије се квалификовала за турни, али јој је због УН санкција било онемогућено да учествује. Упражњено место Југославије је било предато репрезентацији Чехословачке.
У прелиминарној фази дванаест екипа је било подељено у две групе. Тимови из сваке групе који су заузели прва два места су се квалификовали у у полуфинале а тимови са трећег и четвртог места из сваке прелиминарне групе су се квалификовали у утешну групу која се борила за позиције од 5 до 8 места, док су репрезентације које су заузеле пето и шесто место у групи стекле право да се боре за пласман од деветог до дванаестог места. Олимпијски ватерполо турнир је био одржан у периоду од 1. до 9. августа.

## Медаље
| Добитници медаља у ватерполу на Летњим олимпијским играма одржаним 1992. године у Барселони. | Добитници медаља у ватерполу на Летњим олимпијским играма одржаним 1992. године у Барселони. | Добитници медаља у ватерполу на Летњим олимпијским играма одржаним 1992. године у Барселони. | Добитници медаља у ватерполу на Летњим олимпијским играма одржаним 1992. године у Барселони. |
| --- | --- | --- | -------------------------------------------------------------------------------------------- |
| Злато | Сребро | Бронза |                                                                                              |
| Италија | Шпанија | Уједињени тим |                                                                                              |
| Франческо Атолико Алесандро Бово Алесандро Кампања Паоло Калдарела Масимилијано Ферети Ђузепе Порцио Марко Д Алтруи Марио Фиорило Фердинандо Гандолфи Амедео Помилио Франческо Порцио Карло Силипо Ђани Авериамо. Селектор: Ратко Рудић. | Даниел Баларт Хесус Мигел Ролан Хорди Санс Хосе Пико Мануел Естиарте Мануел Силвестре Марко Антонио Гонзалез Мигел Анхел Ока Педро Франциско Гарсија Рикардо Санчез Рубен Мичавила Салвадор Гомез Серхи Педрерол . Селектор: Драган Матутиновић. | Сергеј Наумов Александар Огородников Александар Чугур Дмитри Апанасенко Андреј Белофастов Јевгениј Шаронов Дмитри Горшков Владимир Карабутов Александар Колотов Александар Коваленко Николај Козлов Сергеј Маркоч Алексеј Вдовина. Селектор: Борис Попов. |                                                                                              |

## Земље учеснице
На турниру је учествовало 12 репрезентација које су у првој квалификационој фази биле подељене у две групе по шест репрезентације:
| Група А - Грчка - Италија - Куба - Холандија - Мађарска - Шпанија | Група Б - Аустралија - Немачка - САД - Уједињени тим - Француска - Чехословачка |

## Прелиминарна фаза

### Резултати по групама

#### Група А
|    | Екипа            | Бодова | У | П | Н | И | Г+ | Г- | ГР  |
| -- | ---------------- | ------ | - | - | - | - | -- | -- | --- |
| 1. | Уједињени тим    | 10     | 5 | 5 | 0 | 0 | 50 | 32 | +18 |
| 2. | Сједињене Државе | 8      | 5 | 4 | 0 | 1 | 40 | 24 | +16 |
| 3. | Аустралија       | 5      | 5 | 2 | 1 | 2 | 44 | 41 | +3  |
| 4. | Немачка          | 4      | 5 | 2 | 0 | 3 | 38 | 41 | -3  |
| 5. | Француска        | 3      | 5 | 1 | 1 | 3 | 38 | 42 | -4  |
| 6. | Чехословачка     | 0      | 5 | 0 | 0 | 5 | 5  | 33 | -28 |

- 1. август 1992

| Чехословачка | 6 - 10 | Уједињени тим |
| Аустралија   | 4 - 8  | САД           |
| Немачка      | 7 - 7  | Француска     |

- 2. август 1992

| Чехословачка | 3 - 9  | САД           |
| Француска    | 5 - 9  | Аустралија    |
| Немачка      | 7 - 11 | Уједињени тим |

- 3. август 1992

| САД        | 11 - 7 | Француска     |
| Немачка    | 15 - 9 | Чехословачка  |
| Аустралија | 9 - 12 | Уједињени тим |

- 5. август 1992

| Чехословачка | 6 - 14 | Француска     |
| САД          | 5 - 8  | Уједињени тим |
| Немачка      | 7 - 7  | Аустралија    |

- 6. август 1992

| Аустралија | 15 - 9 | Чехословачка  |
| САД        | 7 - 2  | Немачка       |
| Француска  | 5 - 9  | Уједињени тим |

### Група Б
|    | Екипа     | Бодова | У | П | Н | И | Г+ | Г- | ГР  |
| -- | --------- | ------ | - | - | - | - | -- | -- | --- |
| 1. | Шпанија   | 9      | 5 | 4 | 1 | 0 | 52 | 36 | +16 |
| 2. | Италија   | 8      | 5 | 3 | 2 | 0 | 41 | 34 | +7  |
| 3. | Мађарска  | 6      | 5 | 2 | 2 | 1 | 49 | 46 | +3  |
| 4. | Куба      | 4      | 5 | 2 | 0 | 3 | 50 | 53 | -3  |
| 5. | Холандија | 2      | 5 | 0 | 2 | 3 | 36 | 46 | -10 |
| 6. | Грчка     | 1      | 5 | 0 | 1 | 4 | 32 | 45 | -13 |

- 1. август 1992

| Мађарска | 7 - 7  | Италија   |
| Грчка    | 9 - 10 | Куба      |
| Шпанија  | 12 - 6 | Холандија |

- 2. август 1992

| Холандија | 4 - 6   | Италија  |
| Куба      | 11 - 12 | Мађарска |
| Шпанија   | 11 - 6  | Грчка    |

- 3. август 1992

| Италија  | 11 - 8 | Куба      |
| Грчка    | 4 - 4  | Холандија |
| Мађарска | 5 - 8  | Шпанија   |

- 5. август 1992

| Холандија | 9 - 11 | Куба     |
| Грчка     | 7 - 12 | Мађарска |
| Шпанија   | 9 - 9  | Италија  |

- 6. август 1992

| Мађарска | 13 - 13 | Холандија |
| Италија  | 8 - 6   | Грчка     |
| Шпанија  | 12 - 10 | Куба      |

### Финална фаза
|  | Полуфинале       | Полуфинале |                     |   | Финале | Финале |
|  |                  |            |                     |   |        |        |
|  | 8. август        |            |                     |   |        |        |
|  |                  |            |                     |   |        |        |
|  | Италија          | 9          |                     |   |        |        |
|  | Италија          | 9          | 9. август - (прод.) |   |        |        |
|  | Уједињени тим    | 8          |                     |   |        |        |
|  | Уједињени тим    | 8          | Италија             | 9 |        |        |
|  | 8. август        |            | Италија             | 9 |        |        |
|  |                  | Шпанија    | 8                   |   |        |        |
|  | Шпанија          | Шпанија    | 8                   | 6 |        |        |
|  | Шпанија          |            |                     | 6 |        |        |
|  | Сједињене Државе | 4          |                     |   |        |        |
|  | Сједињене Државе | 4          | Треће место         |   |        |        |
|  |                  |            |                     |   |        |        |
|  | 9. август        |            |                     |   |        |        |
|  |                  |            |                     |   |        |        |
|  | Уједињени тим    | 8          |                     |   |        |        |
|  | Уједињени тим    | 8          |                     |   |        |        |
|  | Сједињене Државе | 4          |                     |   |        |        |

### Група од 5 до 8 места
| Поз | Екипа      | Бодова | У | П | Н | И | Г+ | Г- | ГР |
| --- | ---------- | ------ | - | - | - | - | -- | -- | -- |
| 5.  | Аустралија | 5      | 3 | 2 | 1 | 0 | 23 | 20 | +3 |
| 6.  | Мађарска   | 4      | 3 | 2 | 0 | 1 | 28 | 27 | +1 |
| 7.  | Немачка    | 3      | 3 | 1 | 1 | 1 | 24 | 21 | +3 |
| 8.  | Куба       | 0      | 3 | 0 | 0 | 3 | 22 | 29 | -7 |

- 8. август 1992

| Аустралија | 7 - 5 | Куба     |
| Немачка    | 7 - 8 | Мађарска |

- 9. август 1992

| Немачка    | 10 - 6 | Куба     |
| Аустралија | 9 - 8  | Мађарска |

### Група од 9 до 12 места
| Поз | Екипа        | Бодова | У | П | Н | И | Г+ | Г- | ГР  |
| --- | ------------ | ------ | - | - | - | - | -- | -- | --- |
| 9.  | Холандија    | 5      | 3 | 2 | 1 | 0 | 28 | 20 | +8  |
| 10. | Грчка        | 5      | 3 | 2 | 1 | 0 | 24 | 18 | +6  |
| 11. | Француска    | 2      | 3 | 1 | 0 | 2 | 28 | 31 | -3  |
| 12. | Чехословачка | 0      | 3 | 0 | 0 | 3 | 22 | 33 | -11 |

- 8. август 1992

| Француска    | 6 - 10 | Грчка     |
| Чехословачка | 8 - 9  | Холандија |

- 9. август 1992

| Чехословачка | 8 - 10 | Грчка     |
| Француска    | 8 - 15 | Холандија |

## Табела
| Позиција | Екипа                     |
| -------- | ------------------------- |
|          | Италија                   |
|          | Шпанија                   |
|          | Уједињени тим             |
| 4.       | Сједињене Америчке Државе |
| 5.       | Аустралија                |
| 6.       | Мађарска                  |
| 7.       | Немачка                   |
| 8.       | Куба                      |
| 9.       | Холандија                 |
| 10.      | Грчка                     |
| 11.      | Француска                 |
| 12.      | Чехословачка              |

| Олимпијски шампион у ватерполу 1992. |
| Италија 3. титула                    |